# Phalloceros spiloura
Espèce
Phalloceros spiloura est une espèce de poisson du genre Phalloceros et de la famille des Poeciliidae.